# 시모쓰케국

시모쓰케 국

시모쓰케국(일본어: 下野国 시모쓰케노쿠니[*])는 도산도에 있던 일본의 옛 구니이다. 현재의 도치기현에 해당한다.